# Valeriu Argăseală
Valeriu Argăseală (n. 14 august 1955) este un fost arbitru asistent de fotbal. Din 2007, el este președinte al echipei de fotbal FC Steaua București. 